# Ingeniería urbana
La ingeniería urbana aplica las herramientas de la ciencia, el arte y la ingeniería en un entorno urbano.
La ingeniería urbana se ocupa de la infraestructura municipal. Se trata de especificar, diseñar, construir y mantener calles, aceras, redes de abastecimiento de agua, alcantarillado, alumbrado público, manejo y disposición de residuos sólidos municipales, depósitos de almacenamiento de diversos materiales a granel utilizados para mantenimiento y obras públicas (sal, arena, etc.) , parques públicos e infraestructura ciclista.
En el caso de las redes de servicios públicos subterráneos, también puede incluir la parte civil (conductos y cámaras de acceso) de las redes de distribución local de servicios eléctricos y de telecomunicaciones. También puede incluir la optimización de la recolección de basura y las redes de servicios de bus. Algunas de estas disciplinas se superponen con otras especialidades de la ingeniería civil, sin embargo, la ingeniería urbana se enfoca en la coordinación de estas redes y servicios de infraestructura, ya que a menudo se construyen simultáneamente (para una calle o proyecto de desarrollo determinado) y son administradas por la misma autoridad municipal.

## Historia
Durante lo que conocemos como la etapa precursora de la Edad Moderna, el Imperio Romano, se llevaron a cabo grandes avances para lo que conocemos hoy en día como ingeniería urbana. Fueron los primeros en construir ciudades a gran escala y crearon redes de agua para abastecer a estas ciudades, desarrollar un sistema de alcantarillado (la Cloaca Maxima) lo suficientemente avanzado para la época y crearon una red enorme de vías que conectaban todo el imperio.
En la Edad Media hubo un retroceso bastante significativo en general, los estamentos con más poder ponían sus esfuerzos en guerras entre reinados para ampliar los territorios de éstos y los estamentos más pobres no podían hacer nada. Durante la Edad Moderna, con la llegada de las monarquías absolutistas la situación fue cambiando paulatinamente. Un ejemplo lo tenemos en el documento de las "Leyes de Indias" del año 1576. Este documento de la época de Felipe II ya hace mención de cómo deben ser las ciudades que se construyan en las colonias de ultramar, haciendo mención a la forma, el trazado, la orientación o el ancho que deben tener las calles.

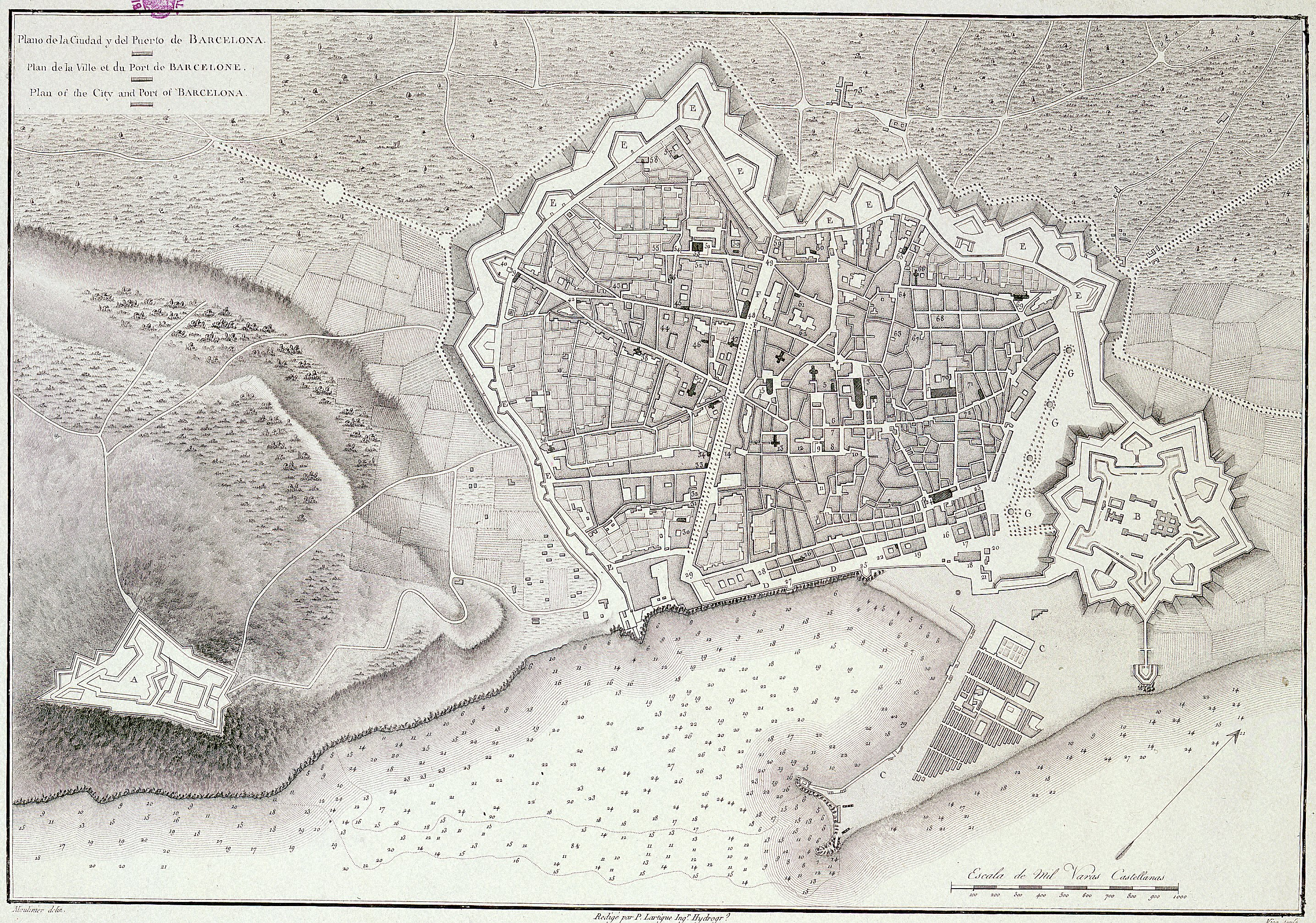
Barcelona en 1806

Durante los siglos posteriores, la preocupación sobre el urbanismo no hizo más que ir en aumento. Un punto clave fue la primera revolución industrial. Ésta causó un éxodo rural hacia las ciudades y éstas sufrieron un crecimiento descontrolado y muy exagerado. Por ejemplo, Barcelona pasó de tener 35 928 habitantes en 1717 a 100 160 habitantes en 1787 y 353 853 habitantes en 1887. Este crecimiento descontrolado creó la necesidad de regular e imponer normas urbanísticas y requisitos mínimos para la habitabilidad de estas nuevas ciudades. Además, las ciudades tuvieron que adaptarse a nuevos medios de transporte como el tren y el tranvía. Algunas de estas necesidades eran responsabilidad de los ingenieros militares mientras que otras recaían en los arquitectos. Hay que tener en cuenta que Barcelona fue el único caso significativo en Europa que tuvo un incremento muy significativo de población, pero no tuvo un incremento de superficie hasta el año 1860, cuando Ildefonso Cerdá hizo el Plan Cerdá. Hasta ese año Barcelona siguió creciendo dentro de la muralla (derrocada en 1854) y pasó a ser la ciudad más densa del mundo.
La ingeniería municipal moderna tiene su origen en el Reino Unido del siglo XIX, tras la Revolución Industrial y el crecimiento de las grandes ciudades industriales. La amenaza a las poblaciones urbanas de las epidemias de enfermedades transmitidas por el agua como el cólera y el tifus llevó al desarrollo de una profesión dedicada a la "ciencia sanitaria" que más tarde se convirtió en "ingeniería sanitaria".
Una figura clave del llamado "movimiento de salud pública" fue Edwin Chadwick, autor del informe parlamentario, publicado en 1842.
La primera legislación británica incluía:
- Ley de policía de Burgh de 1833 : poderes para pavimentar, iluminar, limpiar, vigilar, suministrar agua y mejorar sus comunidades.
- Ley de Corporaciones Municipales de 1835[9]
- Ley de salud pública de 1866 : formación de juntas de drenaje[10]
- Ley de Salud Pública de 1875 conocida en ese momento como la Gran Ley de Salud Pública

Esta legislación otorgó a las autoridades locales poderes para emprender proyectos de ingeniería municipales y designar inspectores municipales (más tarde conocidos como "ingenieros municipales").
En el Reino Unido, la Asociación de Ingenieros Municipales, (posteriormente denominada Institución de Ingenieros Municipales), se estableció en 1874 bajo el impulso de la Institución de Ingenieros Civiles, para abordar el tema de la aplicación de la ciencia sanitaria. A principios del siglo XX, la Ingeniería Municipal se había convertido en una disciplina amplia que abarcaba muchas de las responsabilidades asumidas por las autoridades locales, incluidas carreteras, drenaje, control de inundaciones, ingeniería costera, salud pública, gestión de residuos, limpieza de calles, suministro de agua, alcantarillado, aguas residuales. tratamiento, crematorios, baños públicos, limpieza de barrios marginales , urbanismo, vivienda pública, suministro de energía, parques, instalaciones de ocio, bibliotecas, ayuntamientos y otros edificios municipales.
En el Reino Unido, el desarrollo de diferentes ramas de conocimiento necesarias para la gestión de la infraestructura municipal condujo al surgimiento de instituciones especializadas independientes, que incluyen:
- Para drenaje: Institución colegiada de gestión del agua y el medio ambiente, 1895
- Para el urbanismo: Instituto de Urbanismo 1914 ... posteriormente se convierte en el Real Instituto de Urbanismo
- Para el alumbrado público: Asociación de Ingenieros de Iluminación Pública, 1934 ... posteriormente se convirtió en la Institución de Ingenieros de Iluminación
- Para ingeniería de carreteras: Institución de Carreteras y Transporte, 1930
- Para vivienda pública: Instituto de Vivienda, 1931

En 1984, la Institución de Ingenieros Municipales se fusionó con la Institución de Ingenieros Civiles.
Desde la década de 1970, ha habido una tendencia global hacia una creciente privatización y subcontratación de servicios de ingeniería municipales. Esta nueva disciplina no tardó en realizarse en otros países que tenían problemas similares a los del Reino Unido. Un caso peculiar que diferenció al urbanismo del Reino Unido del resto de Europa fue la dirección de la circulación.
En el Reino Unido, en la década de 1990, un cambio en la filosofía de gestión provocó la desaparición de la estructura organizativa tradicional de los distritos, donde las tres funciones de secretario municipal, tesorero municipal e ingeniero municipal fueron reemplazadas por una estructura administrativa con un mayor número de departamentos especializados.
A fines de la década de 1990 y principios del siglo XXI, hubo una creciente insatisfacción por lo que se percibía como servicios públicos fracturados y disfuncionales diseñados a lo largo de especialidades limitadas. Un enfoque más holístico de la ingeniería urbana comenzó a surgir como un concepto alternativo. Los críticos del enfoque especializado incluyeron a la Comisión de Arquitectura y Medio Ambiente Construido que se quejó de que el enfoque especializado de la gestión del ámbito público se centró demasiado en el movimiento eficiente de vehículos en lugar de los intereses más generales de las comunidades locales.

## Actividades
La ingeniería urbana, lleva a cabo numerosos trabajos, pero su objetivo principal es la creación de las ciudades y su funcionamiento a pleno rendimiento.
Los trabajos principales son la planificación sobre la organización del espacio urbano que se desea crear o mejorar. En Ingeniaría urbana, es especialmente importante que haya una buena planificación y organización del proyecto. Esto se debe a que van a intervenir numerosos gremios, no solo de la ingeniería, sino también de la construcción, la arquitectura y como no, las entidades públicas pertinentes.
Esto hace que la coordinación necesaria deba ser total, solo así los expertos podrán trabajar en conjunto y ver el proyecto como un todo antes de comenzar a ejecutarlo.
Pero la ingeniería urbana va más allá. Aunque en las principales etapas se establece un diseño y una organización, los profesionales van más allá. Se van a realizar las obras necesarias para asegurar el abastecimiento de agua, luz, y gas a todas las viviendas y edificios. Pero no solo eso, sino que además, un proyecto de ingeniería urbana incluye también los suministros urbanos, como el alumbrado público, la señalización luminosa e incluso el abastecimiento de agua en zonas públicas y sistemas de riego.
Es decir, hasta los elementos más pequeños, deben ser planificados y ejecutados a través de un proyecto de ingeniería urbana.
Por otro lado, este sector va más allá y se encarga también de la gestión de residuos. En primer lugar, son los expertos quienes proponen un plan para la recogida y tratamiento de los mismos. Son trabajos muy importantes sin los que una ciudad no podría funcionar de manera correcta.

## Organización internacional
La Federación Internacional de Ingeniería Municipal (IFME) es una organización integrada por ingenieros municipales profesionales de todo el mundo. La misión de IFME es conectar ingenieros municipales, profesionales de obras públicas, organismos públicos, instituciones y empresas de todo el mundo para que puedan compartir un acervo mundial de conocimientos y experiencias. El objetivo es fomentar la mejora continua de la calidad de las obras públicas y los servicios comunitarios en general.
La reunión inaugural se llevó a cabo en 1960 en la sede de la Unesco en París. La membresía ha crecido constantemente y en 2009 compuesto por representantes de asociaciones nacionales en: Australia, Canadá, Dinamarca, Estonia, Finlandia, Italia, Israel, Países Bajos, Nueva Zelanda, Noruega, Sudáfrica (Sudáfrica, Botsuana, Namibia y Zimbabue), Suecia, Reino Unido (Inglaterra, Escocia, Gales e Irlanda del Norte) y Estados Unidos. Bélgica y San Marino son actualmente Miembros Correspondientes.

## Obras civiles
En el caso de grandes edificios o plantas, instalaciones o campus, se pueden requerir obras civiles que sean similares en alcance o tipo a la infraestructura municipal, a saber, vías de acceso, estacionamientos, suministro de agua potable (incluyendo bocas de incendio), plantas de tratamiento de aguas residuales, drenaje, incluidos estanques o cuencas de sedimentación y retención, etc. En la mayoría de las empresas de consultoría de ingeniería, la ingeniería estructural y la infraestructura municipal suelen ser departamentos separados. En un gran proyecto de construcción, el diseño de ingeniería civil normalmente se dividirá en una parte estructural, diseñada por ingenieros estructurales y generalmente enfocada en los edificios, y una parte "civil", diseñada por ingenieros municipales y enfocada en el entorno.

## Disciplinas afines
La ingeniería municipal o urbana combina elementos de Ingeniería ambiental, ingeniería de recursos hídricos e ingeniería del transporte.
En la actualidad, la ingeniería municipal puede confundirse con el diseño urbano o el urbanismo. Mientras que el urbanista o planificador urbano puede diseñar el trazado general de calles y lugares públicos, el ingeniero municipal se ocupa del diseño detallado. Por ejemplo, en el caso del diseño de una nueva calle, el urbanista puede especificar el trazado general de la calle, incluidos el paisajismo, los acabados superficiales y los accesorios urbanos, pero el ingeniero municipal preparará los planos y especificaciones detallados de las calzadas, las aceras, los servicios municipales y el alumbrado público.[cita requerida]